# Alfarería en la provincia de Guadalajara
La alfarería en la provincia de Guadalajara (España) se desarrolló desde el siglo XIII como industria artesanal de tipo familiar, de carácter utilitario y funcional, tosca factura y escasa o nula tecnología. A pesar de que en Sigüenza, Cogolludo, Cifuentes y Guadalajara existieron barrios alfareros, como tal artesanía desaparece por completo a finales de los años 1960. Posteriormente, a partir de 1980, se crearon nuevos alfares familiares en diversos rincones de la provincia, ya con equipamiento y técnicas cerámicas avanzadas, tornos y hornos eléctricos y, en algunos casos, vocación de aplicación monumental.

## Historia
Las referencias más antiguas al oficio de la alfarería en tierras de la actual provincia de Guadalajara se encuentran en el Fuero de Brihuega (hacia 1240), en el Fuero de Zorita de los Canes y en las Ordenanzas Concegiles y Gremiales de Guadalajara, ligeramente posteriores, donde se fijan las normas del oficio.
Ya en el siglo XVI, las Relaciones topográficas de Felipe II, citan Zarzuela de Jadraque entre otros pueblos con tejerías.
En el siglo XVIII hay referencias concretas en el Catastro de Ensenada (1752) y en las Memorias políticas y económicas de Eugenio Larruga (1792).
En el siglo XIX aparecerán nuevas localidades alfareras (probablemente de origen muy anterior) en el Diccionario geográfico-estadístico-histórico (1846-1850) de Pascual Madoz, en el contemporáneo Atlas de España y sus posesiones de Ultramar (1848-1860) de Francisco Coello y en dos obras de Juan Catalina: El libro de la provincia de Guadalajara (1881) y Relaciones topográficas de los pueblos de Guadalajara (1905).

## Alfares extinguidos
A partir de los trabajos de campo realizados entre 1960 y 1978 por las especialistas en etnología Natacha Seseña y Eulalia Castellote, puede reconstruirse el mapa de los alfares extinguidos en la provincia, que recogería los centros de Ablanque, Almonacid de Zorita, Anguita, Barbatona, Brihuega, Cañizar, Cifuentes, Ciruelos del Pinar, Cobeta, Cogolludo, Fuentelencina, Guadalajara capital, Humanes, Hiendelaencina, Jadraque, Loranca de Tajuña, Lupiana, Málaga del Fresno, Mazarete, Milmarcos, Molina de Aragón, Peñalver, Sigüenza, Tamajón, Torija, Tobillos, Usanos, Valdepeñas de la Sierra, Zarzuela de Jadraque y Zorita de los Canes.

### Alfares más importantes
De esta larga lista destacaron por su producción, por su primitivismo o, incluso alguno, por la calidad y originalidad de sus piezas:

#### Cogolludo
Su último taller, el de la familia Cruzado, desapareció hacia 1950, del mismo modo que poco antes lo hiciera el de la familia Magro.
En Cogolludo los hornos eran comunales y los alfares (que aquí se llamaban cacharrerías) solían estar en la planta baja de la propia vivienda. El oficio de cacharrero se transmitía por vía masculina, comenzando el aprendiz a los nueve años. Las mujeres también participaban en el proceso ayudando en tareas suplementarias. Las piezas más habituales eran la alcancía, el arcaduz (cada uno de los vasos o cangilones en que sube el agua que se saca de las norias), el barreño, los bebederos (de dos tipos, para palomas y para gallinas), la botija (más el botijo y el botijón), botellas, cántaros, cazuelas, escurrideras, escupideras, pericos y orinales, jarros, macetas, ollas y pucheros, orzas para conservar la matanza, parrones para miel, requesoneras, saleros, tarros, tazas, tazones y tapaderas e, incluso, pequeños juguetes que el alfarero confeccionaba con sus dedos meñiques.

#### Lupiana
En Lupiana hubo un alfar de raíz toledana, instalado hacia 1860 por la familia Salaíces (oriundos de Villarrubia de Santiago). El alfar, obrador, almacén y horno se habían instalado en unas antiguas bodegas, a la salida del pueblo. La producción era similar a la enumerada en Cogolludo, como así también el sistema de venta: bien por el propio alfarero recorriendo con dos burros la zona, bien en las ferias de Guadalajara y Tendilla, bien vendida al por mayor a otros cacharreros de esas mismas poblaciones.

#### Málaga del Fresno
La alfarería en Málaga, representada en sus últimas generaciones por la familia Barrios, desaparece con la guerra civil española. Si bien, uno de sus descendientes continuó ejerciéndola en el vecino pueblo de Usanos hasta 1960. El obrador de Málaga -con uno de los mayores hornos de la provincia, junto al de Cogolludo-, fue el único alfar de la zona que utilizó el sistema de coladeros. Todas estas circunstancias hicieron que los productos de Málaga del Fresno, según informan los especialistas, fueran muy estimados en el mercado de Guadalajara por la calidad y ligereza de sus piezas. Natacha Seseña destaca las encellas (para fabricar el requesón) y las tenajas (vasija de grandes dimensiones, para almacenar líquidos y conservar el pan -de tinacula, derivado de tina-) de hasta metro y medio.

#### Sigüenza

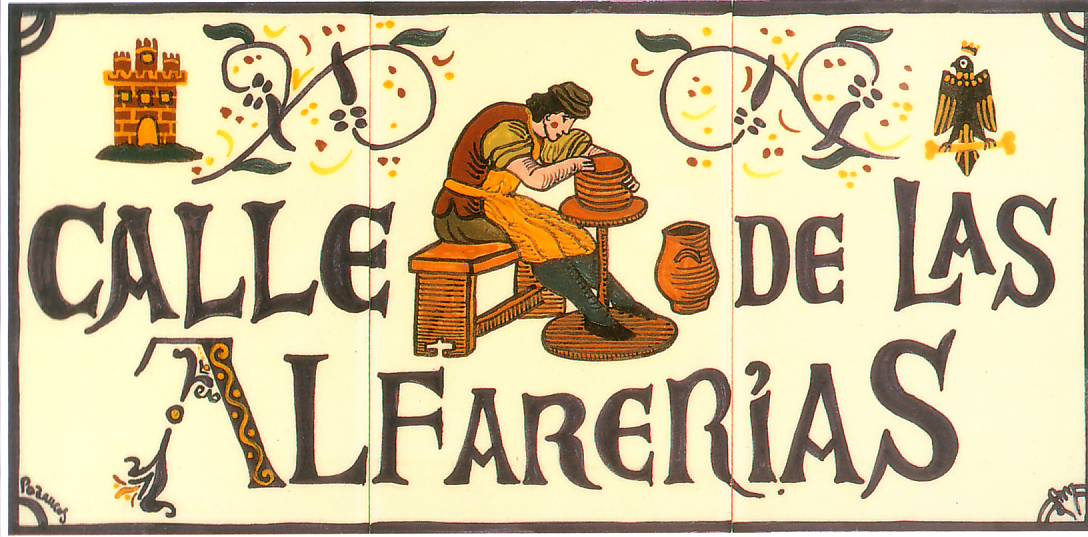
Placa del callejero de Sigüenza en la antigua calle de Alfarerías que aún conserva su nombre.

Eugenio Larruga cita en sus Memorias la única fábrica de loza de la provincia, que existió hasta finales del siglo XIX, y que con el nombre de "El Acierto" se encontraba en el camino a Pelegrina. De ella salía una tosca loza blanca con alguna cenefa, azul o naranja preferentemente. El resto de los abundantes centros alfareros seguntinos fueron simples y humildes obradores cacharreros. En el siglo XX funcionaban cuatro establecimientos que desaparecieron en los años 1950. Aún pueden verse los hornos en ruina en la calle de las Alfarerías. Al igual que en los otros centros descritos, el oficio era de transmisión masculina, enseñándolo al marido de la hija, caso de no tener hijos varones.

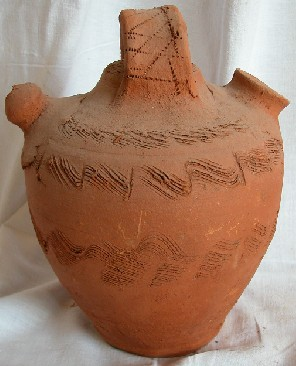
Botijo con decoración incisa (motivos geométricos y ondas de agua). Alfarería popular de Zarzuela de Jadraque.

#### Zarzuela de Jadraque
Se considera el centro alfarero más arcaico de la provincia por ser en el que se han mantenido las técnicas e instrumentos más primitivos. Conocido también como Zarzuela de las Ollas, ello da idea de su dedicación: la mayoría de los hombres del pueblo ejercían el oficio, en casi todas las cocinas de las viviendas había un obrador, en el portal de la casa solía haber una pila pequeña encastrada en el muro (donde se "calaba" la tierra) y una mesa de losa de pizarra que servía de "sobadera" para amasar el barro. Para tornear se utilizaba una rueda de escasa altura, la más arcaica de las conocidas en Guadalajara. Este tipo de torno bajo aparece en zonas marginales de toda la península ibérica y muchas veces asociada a un tipo ancestral de alfarería hecha por mujeres, si bien solo la rueda asturiana de Faro es idéntica a la de Zarzuela, es decir de mayor diámetro y corto eje fijo.

## Alfarería rescatada
Estudios estadísticos de 2008 censaban en la provincia de Guadalajara doscientos artesanos con carné (106 hombres y 94 mujeres), de ellos, eran ceramistas aproximadamente el 18%. Asimismo, se localizaban talleres de cerámica en Azuqueca de Henares, Cabanillas del Campo (José Delgado), El Casar, Chiloeches, Guadalajara, Hita (Felisa Rojo), Luzón, Pozancos (Alfar del Monte), Tendilla (taller "Aliaga") y Tierzo.
Otra vía de recuperación es la desarrollada por las instituciones públicas (JCCM y ayuntamientos) y las asociaciones culturales. En este capítulo destaca la actividad desarrollada en Zarzuela de Jadraque y la puesta en marcha de su Taller Museo de la Cerámica.
En los campos de la investigación y la conservación también hay que destacar los estudios del Equipo Adobe, y la institución Amigos del Museo de Guadalajara.